# Я, Джейн Доу
«Я, Джейн Доу» (англ. I, Jane Doe) — американская нуарная мелодрама режиссёра Джона Х. Ауэра, которая вышла на экраны в 1948 году.
Фильм рассказывает о французской девушке Аннетт Дюбуа (Вера Ралстон), которую судят и приговаривают к смертной казни за убийство богатого американца Стивена Кёртиса (Джон Кэрролл). Когда выясняется, что она беременна, суд откладывает приведение приговора в исполнение, а вдова убитого (Рут Хасси) решает добиться пересмотра этого дела. Выясняется, что во время войны Аннетт спасла Стивена от смерти, после чего они поженились. Когда Стивен уехал в США и разорвал с ней всякую связь, Аннетт разыскала его. Чтобы избавиться от Аннетт, Стивен попытался добиться её депортации. Во время последовавшего выяснения отношений Аннетт застрелила Стивена. В результате повторного рассмотрения дела Аннетт оправдывают.
Несмотря на некоторые необычные сюжетные повороты, критики оценили картину как очередную мыльную оперу с невыдающейся актёрской игрой.

## Сюжет
Молодая женщина снимает из коллекции оружия на стене револьвер и стреляет из него в мужчину. На следующий день газеты сообщают, что в Нью-Йорке был застрелен известный плейбой Стивен Кёртис (Джон Кэрролл), а его убийцей является молодая француженка (Вера Ралстон). Так как она отказывается называть своё имя, её называют «Джейн Доу». Ввиду очевидности её преступления дело быстро передают в суд, где она молчит и даже не пытается добиться своего оправдания. Своему адвокату она тихо говорит, что просто не хочет жить. Суду известно, что она нелегально въехала в США по фальшивому паспорту на имя «Аннетт Фонтейн», также у суда имеются неопровержимые доказательства того, что она совершила умышленное убийство. В итоге присяжные признают её виновной, и судья приговаривает её к смертной казни на электрическом стуле. В тот момент, когда судья объявляет приговор, Джейн теряет сознание, и её быстро отправляют в тюремный госпиталь. Там врачи устанавливают, что она уже несколько месяцев беременна, что автоматически гарантирует ей отсрочку приведения приговора в исполнение вплоть до рождения ребёнка.
Несколько месяцев спустя рождается ребёнок, однако Джейн не хочет проявлять к нему никаких чувств, считая, что он обречён на несчастную жизнь из-за матери-убийцы. Её неожиданно навещает вдова Стивена, Ева Мередит Кёртис (Рут Хасси), предположительно, чтобы получить у Джейн согласие на усыновление её ребёнка. Когда ребёнка приносят в палату, Ева с любовью смотрит на него, а затем передаёт его Джейн. Ребёнок сразу же перестаёт плакать, и Джейн начинает испытывать к ребёнку материнские чувства. Понимая состояние Джейн, Ева решает помочь ей и ребёнку. В прошлом опытный юрист, Ева оставила юридическую практику, когда вышла замуж за Стивена. Теперь она решает возобновить карьеру адвоката и взяться за оправдание Джейн в суде. Первым делом она добивается от судьи повторного слушания дела на том основании, что обвиняемая готова дать показания. Прокурор и хороший приятель Евы, Уильям Хилтон (Джон Говард) выступает категорически против пересмотра дела, считая это пустой тратой времени, однако судья Бертранд (Джеймс Белл) с учётом серьёзности дела, решает дать Джейн второй шанс.
В суде Ева вызывает для дачи показаний свою близкую подругу и младшую коллегу по юридической фирме Филлис Таттл (Бени Венута). По просьбе Евы Филлис вспоминает, что в своё время Ева была счастлива в браке со Стивеном, который был боевым лётчиком. Но однажды в офис к Еве пришла женщина по имени Марга-Джейн Гастингс (Адель Мара) с намерением выдвинуть против Стивена иск в нарушении обещания. По словам Марги-Джейн, Стивен имел с ней романтическую связь, говорил, что не женат и обещал жениться, однако затем нарушил своё слово и скрылся от неё. Филлис и Ева понимают, что это не дело для юриста и не берут его к рассмотрению, однако Ева воспринимает обвинения достаточно серьёзно и собирается вечером поговорить об этом с мужем. Вместе с Филлис она приезжает домой, где Стивен сообщает, что через три дня его отправляют в Европу на фронт, и Ева решает отложить разговор до его возвращения. По совету Филлис, Ева заключает, что быть одновременно хорошей женой и хорошим адвокатом невозможно, и она бросает юридическую практику, чтобы ждать мужа в статусе домохозяйки. Позднее Ева узнаёт, что самолёт Стивена был сбит под Парижем, и он погиб.
Затем Ева вызывает для дачи показаний Джейн и просит её назвать своё имя. Та сообщает, что её имя миссис Стивен Кёртис, так как во Франции она вышла замуж за Стивена. В подтверждение своих слов она предъявляет свидетельство о браке. Затем она сообщает, что её девичье имя Аннетт Дюбуа, и под этим именем она фигурирует в дальнейшей части процесса. Аннетт рассказывает, что вместе с братом Робером стала свидетельницей воздушного боя между немецкими и англо-американскими самолётами. Самолёт Стивена успешно боролся с врагом, однако его подбили, и он совершил вынужденную посадку на захваченной немцами территории. Аннетт и Робер помогли Стивену выбраться из самолёта, однако при последующем обстреле с воздуха Робер был тяжело ранен и вскоре умер. Дома Аннетт переодела убитого брата в форму Стивена, и, когда немцы пришли в поисках сбитого лётчика, указала на его тело.
В этот момент в суде сообщается, что ребёнок серьёзно заболел, и Аннетт вместе с Джейн срочно направляются в госпиталь. Когда они приезжают, врач сообщает, что из-за вспыхнувшей в госпитале эпидемии умерло несколько младенцев, в том числе и сын Аннетт. После смерти ребёнка судебный процесс возобновляется, однако Аннетт снова отказывается давать показания, не видя смысла в своей дальнейшей жизни. Тогда Ева находит во Франции Жюльена Обера (Роджер Дэнн) и организует его переезд в США, чтобы он дал в суде свидетельские показания. Жюльен рассказывает в суде, что дружил с Аннетт с самого детства, а затем их связывали любовные отношения. С началом войны, он ушёл служить в армию, попал в лагерь для военнопленных и потерял с ней связь. Он говорит, что любил и продолжает любить Аннетт, понимает причину и характер её отношений со Стивеном, и полностью стоит на её стороне. Аннет очень боялась, что Жюльен узнает всю правду о ней и потому скрывала своё имя в суде. Теперь же, услышав слова любимого мужчины, она вновь обретает силы и готова продолжить свои показания. Как рассказывает Аннетт, в период немецкой оккупации она вместе с отцом Мартином (Франсис Пьерло) прятала Стивена от врага, и у неё со Стивеном сложились романтические отношения. Однажды во время бомбёжки за совместным ужином с друзьями под давлением собравшейся компании Стивен сделал Аннетт предложение, и отец Мартин тем же вечером обвенчал их. После освобождения Парижа союзниками Стивен вернулся в свой полк, пообещав позднее приехать за Аннетт. Она ждала несколько месяцев, но он так и не появился, прислав лишь своего адвоката Дюрока (Леон Беласко). Дюрок, действуя по поручению Стивена, предложил Аннетт подписать документ об аннулировании брака и об освобождении Стивена от всех обязательств с его стороны. Аннетт однако отказалась подписывать бумагу, и, узнав у адвоката, что Стивен находится в США, решила ехать туда, чтобы поговорить с ним лично. Ввиду отсутствия денег она отдала Дюроку свой дом в обмен на фальшивый паспорт и адрес Стивена в Нью-Йорке. Аннетт быстро добралась до Нью-Йорка и нашла Стивена, который сразу же отвёз её в свой загородный дом, где провёл с ней пару романтических дней. Затем Стивен забрал её паспорт и уехал якобы для того, чтобы привести её документы в порядок. Через несколько дней в дом вместо Стивена нагрянули чиновники иммиграционной службы, и на том основании, что она пользовалась фальшивым паспортом, отправили её в лагерь для депортируемых на острове Эллис. Однако, выдав себя за посетительницу, Аннетт удалось сбежать, и она направилась прямо на квартиру Стивена.
После этого Ева вызывает друга семьи, прокурора Уильяма Хилтона, который выступает в процессе со стороны обвинения. Хилтон сообщает, что когда в день убийства он прибыл на квартиру Кёртиса, то обнаружил там Еву с пистолетом в руке. Хилтон отобрал у неё пистолет, и в этот момент в соседней комнате грянул выстрел, убивший Стивена. Ева объясняет, что в тот день была сама готова убить мужа из-за его предательства, однако Аннетт опередила её. После этих показаний присяжные признают Аннетт невиновной, и она обнимает влюблённого и любимого Жульена.

## В ролях
- Рут Хасси — Ева Мередит Кёртис
- Джон Кэрролл — Стивен Кёртис
- Вера Ралстон — Аннетт Дюбуа / Джейн Доу
- Джин Локхарт — Арнольд Мэтсон
- Джон Говард — Уильям Хилтон
- Бени Венута — Филлис Таттл
- Адель Мара — Марга-Джейн Гастингс
- Роджер Дэнн — Жюльен Обер
- Джеймс Белл — судья Бертранд
- Леон Беласко — Дюрок
- Джон Лител — Хортон
- Эрик Фелдэри — репортёр
- Франсис Пьерло — отец Мартин
- Марта Митрович — Мари
- Джон Олбрайт — репортёр
- Ева Новак — присяжная (в титрах не указана)

## Создатели фильма и исполнители главных ролей
Режиссёр фильма Джон Х. Ауэр родился в Австро-Венгрии, однако в 1928 году перебрался в Америку, начав режиссёрскую карьеру в Мексике. С 1935 года Ауэр работал в Голливуде, практически всю карьеру проведя на студии Republic, где поставил, в частности, такие фильмы, как «Преступление доктора Креспи» (1935), «Человек, которого предали» (1941), «Пламя» (1947), «Город, который никогда не спит» (1953) и «Пол-акра ада» (1954).
Вера Ралстон была родом из Праги, Чехословакия. В середине 1930-х годов она стала признанной фигуристкой, принимавшей участие в крупнейших международных соревнованиях. В 1943 году она эмигрировала в США, где подписала актёрский контракт с киностудией Republic. В 1952 году она вышла замуж за главу студии Герберта Йейтса, а в 1958 году завершила свою кинокарьеру. Практически все из 27 фильмов, в которых сыграла Рэлстон, были сделаны на студии Republic, среди них «Леди и монстр» (1944), «Дакота» (1945), «Пламя» (1947), «Боец из Кентукки» (1949) и «Бандитская империя» (1952).
Рут Хасси в 1941 году была номинирована на «Оскар» за роль второго плана в фильме «Филадельфийская история» (1940). Среди других наиболее значимых картин с её участием — «Женщины» (1939), «Другой тонкий человек» (1939), «В рамках закона» (1939), «Северо-западный маршрут» (1940) и «Незваные» (1944).
Джон Кэрролл сыграл в таких фильмах, как «Только у ангелов есть крылья» (1939), «На Запад» (1940), «Летающие тигры» (1942), «Пламя» (1947) и «Столкновение в Сандауне» (1957).

## История создания фильма
Фильм находился в производстве с середины ноября до середины декабря 1947 года.

## Оценка фильма критикой
После выхода фильма на экраны кинокритик «Нью-Йорк таймс» А. Х. Вейлер написал: «Доказательством того, что любовь может быть очень нестабильной и что одной из любимых геометрических фигур Голливуда является треугольник, является фильм „Я, Джейн Доу“». Как далее отмечает Вейлер, нельзя сказать, что «эта романтическая мелодрама не стремится искренне порвать с традиционными шаблонами с помощью некоторого серьёзного обмена репликами и добросовестной актёрской игры, но, к сожалению, в целом она представляет собой сочетание слезоточивости мыльной оперы и слабого саспенса». Причины, по которым заглавная героиня отказалась раскрыть свою личность или почему она застрелила Стивена Кертиса, в конце концов, «довольно очевидны и интригуют лишь отчасти».. По мнению Вейлера, актёрская игра Рут Хасси «не будет причиной для больших восхвалений по поводу её возвращения на экран», а Вера Ралстон «просто печальна в роли, несчастной причины этого юридического фейерверка». Как заключает Вейлер, «короче говоря, дело Джейн Доу очень занимательно, но не особенно интересно».
Современный киновед Сандра Бреннан охарактеризовала картину как «мрачную судебную драму», а Майкл Кини назвал её «нелепой и абсурдной историей», отметив Локхарта и Говарда в роли обвинителей, а также Венуту в роли адвоката из команды Хасси («эта команда, что интересно для 1940-х годов полностью состоит из женщин»)..